# I wojna szmalkaldzka

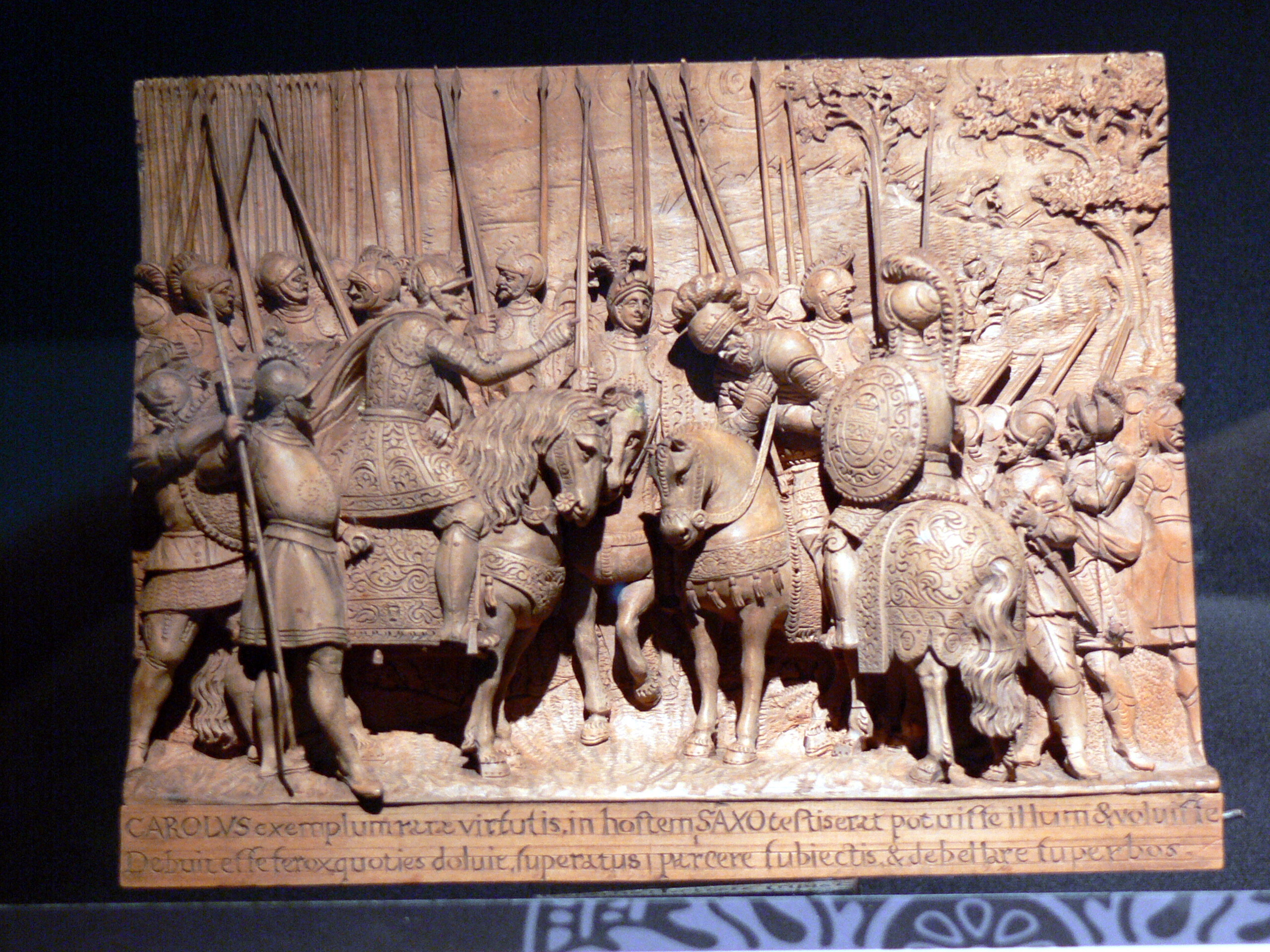
Bitwa pod Mühlbergiem

Pierwsza wojna szmalkaldzka w latach 1546–1547 – to konflikt na tle religijnym pomiędzy cesarzem Karolem V i związkiem szmalkaldzkim.
W roku 1531 władcy przedstawiciele miast protestanckich na Reichstagu w Augsburgu powołali w Schmalkalden związek zagrażający władzy cesarza Karola V. Jednak dopiero po zawarciu przez cesarza pokoju z Francją w Crepy w roku 1544 pojawiła się możliwość i środki wystąpienia przeciwko protestantom. W tym celu Karol V zawarł z papieżem Pawłem III sojusz przeciwko heretykom. Gdy w roku 1546 Związek odważył się wysłać swojego przedstawiciela na sobór trydencki, cesarz zagroził wojną przywódcom protestantów Janowi Fryderykowi I Saksońskemu oraz landgrafowi Hesji Filipowi Wielkodusznemu. Udało mu się natomiast przeciągnąć na swoją stronę protestanckiego księcia Maurycego (Wettyna z linii albrechtyńskiej), co nieco osłabiło Związek.
Wykorzystując sprzyjające okoliczności cesarz rozpoczął tzw. kampanię naddunajską przeciwko ważniejszym miastom związkowym: Ulm, Konstancja, Biberach an der Riß. Dnia 24 kwietnia 1547 w bitwie pod Mühlbergiem nad Łabą pokonał on ostatecznie wojska przywódców protestanckich. Jan Fryderyk I dostał się do niewoli, po pewnym czasie poddał się także landgraf Filip Heski. Obu osadzono w więzieniu na terenie Niderlandów. Pomimo że takie miasta jak Brema i Magdeburg nadal stawiały opór, Związek praktycznie przestał istnieć. Jako nagrodę za przejście na stronę cesarza, Maurycy Wettyn otrzymał elektorat saski odebrany Janowi Fryderykowi I. Od tej pory ziemie elektorskie oraz pozostałe tereny Saksonii dostały się pod panowanie albrechtyńskiego rodu Wettynów. Dotychczasowym władcom z linii ernestyńskiej pozostały jedynie ziemie Turyngii.
W roku 1548 na kolejnym Reichstagu w Augsburgu książęta protestanccy zmuszeni zostali do uznania postanowień augsburskich (tzw. interim augsburskie).